# Muscolo abduttore del mignolo (mano)
In anatomia umana, il muscolo abduttore del mignolo (o muscolo abduttore del quinto dito) è un muscolo scheletrico situato sul bordo ulnare del palmo della mano. Questo muscolo determina la forma del bordo ulnare del palmo e la sua forma a fuso definisce l'eminenza ipotenar del palmo stesso, insieme alla cute, al tessuto connettivo e al grasso circostante. La sua funzione principale è quella di allontanare il mignolo dalle altre dita (cioè di dare un movimento di abduzione del mignolo).

## Struttura
Il muscolo abduttore del mignolo deriva dall'osso pisiforme, dal legamento piso-uncinato e dal retinacolo dei flessori.
Il suo tendine distale termina con tre fasci che si inseriscono nel margine ulnopalare della falange prossimale, nella placca palmare dell'articolazione metacarpo-falangea e sull'osso sesamoide quando presente. Alcune fibre si inseriscono nell'aponeurosi dorsale del dito, motivo per cui il muscolo agisce come un muscolo interosseo dorsale.
Inoltre, la parte più ulnare del tendine si inserisce nel cavo digitale del mignolo, e il muscolo fa quindi parte di una struttura che flette l'articolazione metacarpo-falangea e estende le articolazioni interfalangee.

## Innervazione
Il muscolo abduttore del mignolo è innervato dal ramo profondo del nervo ulnare (C8-T1).

## Sviluppo
Il muscolo abduttore del mignolo si sviluppa in una fase iniziale da un muscolo ulnare primordiale dello strato superficiale dell'originale mesenchima indifferenziato della mano, insieme al flessore superficiale (primordialmente mediale) e all'abduttore breve del pollice (radiale). Al contrario, i restanti muscoli dell'eminenza ipotenar sono derivati dallo strato profondo in una fase successiva.

## Varianti anatomiche
In rari casi sono stati trovati fasci di accessori del muscolo abduttore del mignolo derivanti dalla fascia antebrachiale, dal radio e dall'ulna.
Il muscolo è il più variabile fra i muscoli ipotenar e può essere unito con alcuni fasci accessori provenienti dal tendine del muscolo flessore ulnare del carpo, dal retinacolo dei flessori, dalla fascia dell'avambraccio distale o dal tendine del muscolo palmare lungo. Occasionalmente, il muscolo può essere parzialmente inserito nel quinto osso metacarpale.
In caso di polidattilia il muscolo può invece andare ad inserirsi sul sesto dito.

## Funzione
Si tratta di un muscolo con funzione di abduzione del quinto dito della mano (mignolo) all'articolazione metacarpo-falangea. 
È anche possibile che il muscolo contribuisca all'estensione della falange media del mignolo attraverso la sua connessione con il meccanismo estensore delle dita.
Gioca un ruolo importante quando la mano afferra oggetti di grandi dimensioni con le dita molto aperte.

## Galleria d'immagini

Sezione trasversa attraverso il polso e le dita.
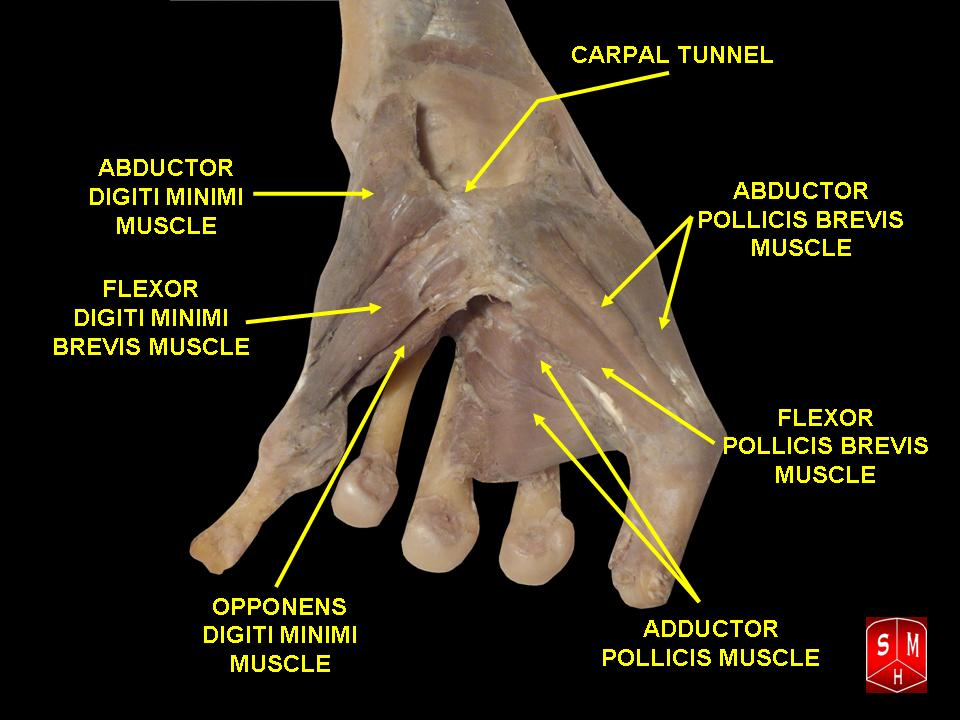
Muscolo abduttore del mignolo della mano
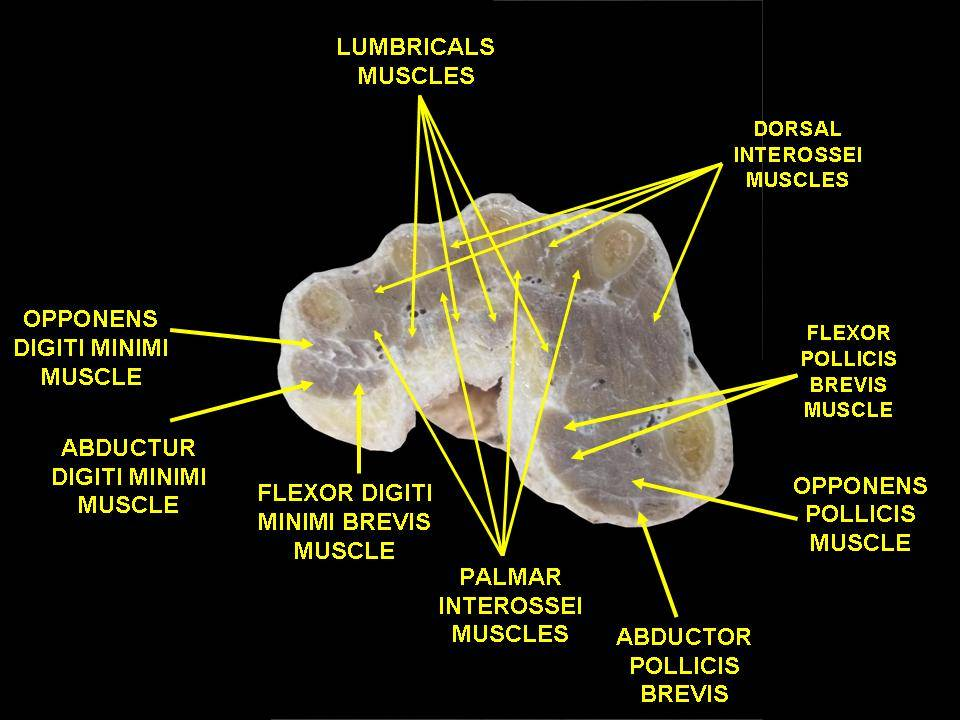
Muscoli della mano. Sezione trasversale.